# Ramona Farcău
Ramona Petruta Farcău (ou Ramona Maier), née le 14 juillet 1979 à Zalău, est une handballeuse internationale roumaine qui évoluait au poste d'ailière droite. 

## Biographie
Avec l'équipe de Roumanie, elle participe notamment aux jeux olympiques de 2000 et 2008. En 2008, elle est la meilleure marqueuse du tournoi olympique avec 56 buts. Elle est également élue meilleure ailière droite de la compétition.

## Palmarès

### En club
compétitions internationales
- vainqueur de la coupe d'Europe des vainqueurs de coupe en 2007 (avec CS Oltchim Râmnicu Vâlcea)
- finaliste de la Ligue des champions en 2010 (avec CS Oltchim Râmnicu Vâlcea)

compétitions nationales
- championne de Roumanie en 2001, 2004 et 2005 (avec HC Zalău),  2007, 2008, 2009, 2010, 2011, 2012 et 2013 (avec CS Oltchim Râmnicu Vâlcea)
- vainqueur de la coupe de Roumanie en 2003 (avec HC Zalău), 2007 et 2011 (avec CS Oltchim Râmnicu Vâlcea)

### En sélection
championnat du monde
- finaliste du championnat du monde en 2005

autres
- vainqueur du championnat du monde junior en 1999

### Distinctions individuelles
- élue meilleure ailière droite du tournoi olympique 2008